# Bartucz László
Bartucz László (Orosháza, 1991. november 5. –) magyar válogatott kézilabdázó, a MOL-Tatabánya KC játékosa.

## Pályafutása

### Klubcsapatokban
Bartucz László Békéscsabán kezdett kézilabdázni, majd négy szezont a budapesti PLER KC csapatában töltött. Itt nevezték be először 2008-ban a felnőtt NB1-es mérkőzésre, de ezen az alkalmon kívül csak az utánpótlás mérkőzésen számítottak rá. Rendszeres játéklehetőséghez 2010-től jutott a Pécsi VSE csapatában, ahol az alapszakasz 11. helye után a rájátszásban a 9. helyen végeztek. Ezután két szezont játszott Tatabányán, 2013-ban a bajnokságban a bronzéremért játszhattak, de a Csurgó elleni bronzmérkőzést elbukva a 4. helyen végeztek. Két szezont eltöltött a bajnokság alsó házába tartozó ceglédi csapatban is. Az itt töltött idő alatt próbajátékon vett részt a német Rhein-Neckar Löwennél, de végül 2015-ben a bajnoki negyedik helyezett Csurgói KK-hoz igazolt. 2018 nyarán visszatért Tatabányára. A tatabányai klubbal a 2021-22- es szezonban negyedik helyet szerzett a bajnokságban. 2022-23-as szezont a Gyöngyösi Kézilabda Klubbal kezdte meg. 2023 nyarától két szezonon át ismét a tatabánya játékosa volt, 2025 júniusától pedig a német élvonalbeli Melsungen kapusa.

### A válogatottban
Tagja volt a 2014-ben bevezetett magyar B-válogatottnak. A magyar válogatottban 2015. június 10-én játszotta első mérkőzését a portugál válogatott elleni Európa-bajnoki selejtező mérkőzésen. Miután a selejtezősorozatban a magyar válogatott megnyerte csoportját, tagja lett a 2016-os Európa-bajnokságra utazó keretnek is. Részt vett a 2024-es párizsi olimpián.